# Masters de Hamburgo 1978
El Abierto de Hamburgo de 1978 fue un torneo de tenis jugado sobre tierra batida, que fue parte de las Masters Series. Tuvo lugar en Hamburgo, Alemania, desde el 15 de mayo hasta el 21 de mayo de 1978.

## Campeones

### Individuales
Guillermo Vilas vence a  Wojciech Fibak, 6-2, 6-4, 6-2

### Dobles
Wojciech Fibak /  Tom Okker vencen a  Antonio Muñoz /  Víctor Pecci, 6-2, 6-4